# پتکان (ارزوئیه)
پتکان، مرکز دهستان دهسرد و روستایی از توابع بخش مرکزی شهرستان ارزوئیه در استان کرمان ایران است.

## جمعیت
این روستا در دهستان دهسرد قرار دارد و براساس سرشماری مرکز آمار ایران در سال ۱۳۹۵، جمعیت آن ۴۸۱ نفر (۱۴۶ خانوار) بوده‌است.